# 自動手排變速箱

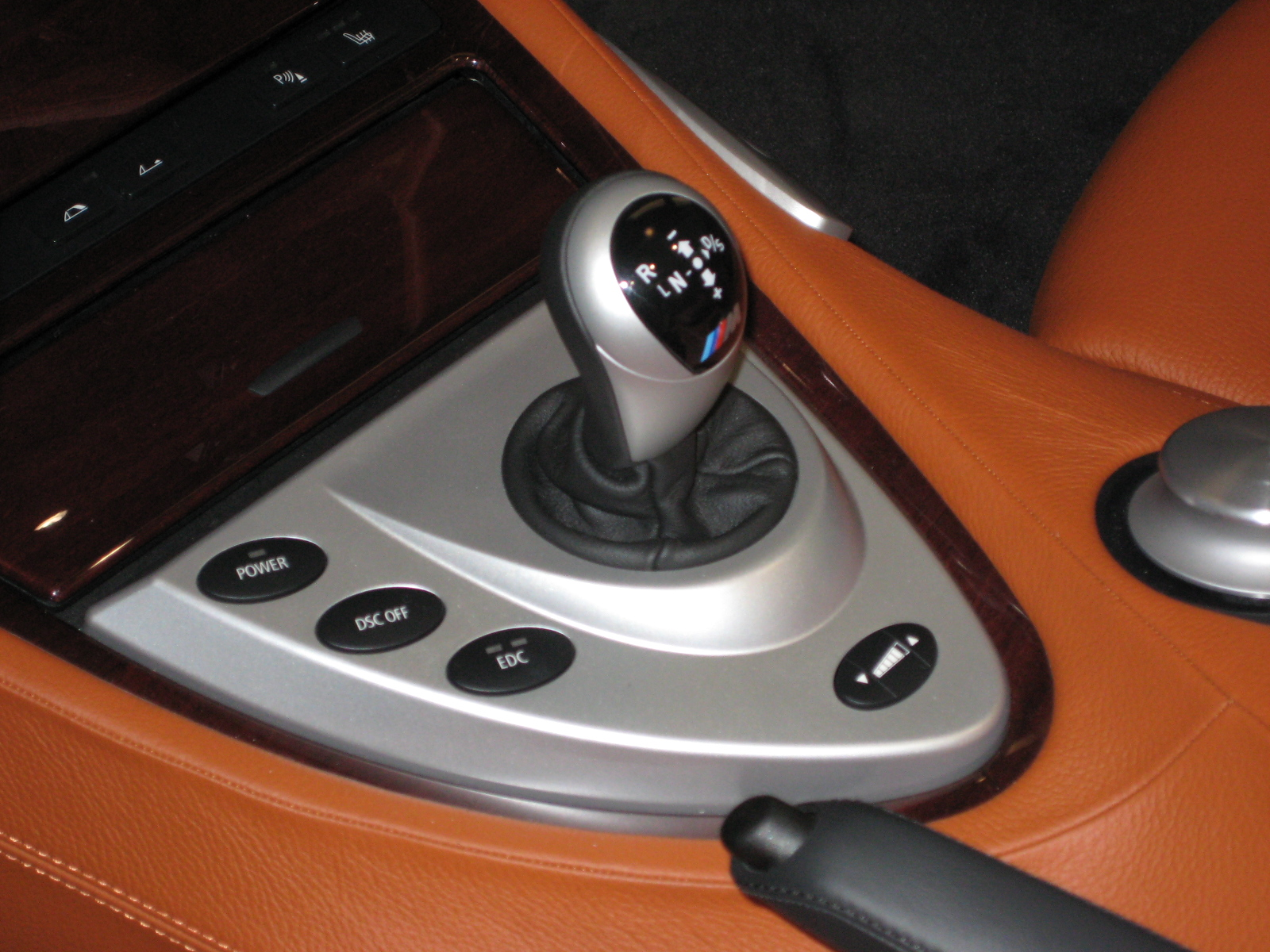
宝马 7 速 SMG Drivelogic

自動手排變速箱（英語：Automated Manual Transmission，縮寫：AMT），簡稱自手排變速箱或自手排，這種自動化的手排變速箱，是半自動變速箱的一種，亦屬自排變速箱的一種。它的基礎結構仍是手排變速箱，只不過離合器交由電腦進行控制，由電腦判斷合適的時機，自動收放離合器。
值得注意的是，與之名稱相似的手動自排變速箱（Manumatic）差異之處在於，手動自排變速箱（Manumatic）是可模擬手動排檔的自排變速箱，而自動手排變速箱（AMT）則是可自動變換檔位的手排變速箱，兩者雖然在本體基礎的變速箱種類上有所不同，但卻皆屬自排變速箱的一種。
另外，由於「自手排」一詞，在字面上的解釋為「離合器自動化的手排變速箱」，且和自動手排變速箱原理相似的雙離合器變速箱，亦符合其特點，因此在台灣，新聞媒體在敘述「自手排」一詞時，常分為「單離合器版本的自動手排變速箱」，以及「雙離合器版本的雙離合器變速箱」。